# Jiří Voženílek
Jiří Voženílek (14. srpna 1909 Holešov – 4. listopadu 1986 Praha) byl český architekt, urbanista a vysokoškolský pedagog.

## Život
V letech 1928-1933 vystudoval architekturu na ČVUT. Již v roce 1930 vystoupil s návrhem kolektivního domu podle sovětských teorií. Spolu s Karlem Janů a Jiřím Štursou založil levicově orientovanou Pracovní architektonickou skupinu (PAS). V roce 1934 obdržel druhou cenu v mezinárodní architektonické soutěži Baťových závodů na rodinný domek.
V roce 1937 nastoupil jako projektant do Baťových závodů, kde pracoval pod vedením Vladimíra Karfíka. Projektoval řadu staveb Baťových závodů ve Zlíně (výrobní budovy 14, 15, 44, kolektivní dům) i v jiných místech - Baťovany (Slovensko), Martfü (Maďarsko). Dále se zabýval urbanismem. Spolupracoval na reformě Gahurova směrného plánu Zlína.
V roce 1949 odešel do nově založeného Stavoprojektu, kde působil i jako generální ředitel. V roce 1952 byl zakladatelem a ředitelem Výzkumného ústavu vývoje architektury Praha, a dále předsedou Státního výboru pro výstavbu. V roce 1956 se stal náměstkem ministra výstavby a předsedou Státního výboru pro výstavbu. V letech 1961-1970 působil jako hlavní architekt hlavního města Prahy a současně byl profesorem na katedře urbanismu fakulty architektury a pozemního stavitelství ČVUT v Praze.
V roce 1966 mu byl udělen Řád práce.
Pro svůj nesouhlas se vstupem spojeneckých vojsk v srpnu 1968 byl v roce 1971 propuštěn z útvaru hlavního architekta i z ČVUT a působil pak opět na Výzkumném ústavu výstavby a architektury v Praze.

## Dílo

### Nerealizované návrhy
- 1931-1925 obytná a průmyslová oblast severně od Prahy (v pásu Kralupy nad Vltavou - Brandýs nad Labem) - projekt skupiny PAS (Janů, Štursa, Voženílek) byl aplikací "lineárního města" podle teorií Nikolaje Alexandroviče Miljutina (1889-1942): Socgorod – Otázka výstavby socialistických měst [2]
- 1942 - návrh montovaného jednodomku,
- 1946 - návrh Baťova domu zdraví, Zlín,
- 1948 - návrh náměstí Práce, Zlín,
- 1948 - návrh zastavění Jižních svahů, Zlín,

### Realizované stavby
- 1942 - kafilerie, Otrokovice-Baťov,
- 1946 - nová výrobní budova (č. 14 a 15, 44), Zlín,
- 1949–1957 - centrální válcovna továrny, Zlín,
- 1950 - Kolektivní dům, Zlín,
- výrobní haly a svobodárny v Baťovanech,

### Urbanistické projekty
- 1937–1948 - aplikace návrhu ideálního průmyslového města: Litovel, Telčice, Tiszaföldvár (Maďarsko),
- 1940 – regulační plán města Zruč nad Sázavou,
- 1940-1943 – návrhy průmyslových oblastí v Kolíně a Nymburce (spolu s Vladimírem Kubečkou),
- 1939-1943, 1945 – regulační plán Baťovany (Slovensko),
- 1944 - regulační plán továrny, Best (Nizozemsko),
- 1944 – projekt průmyslového sídliště, Seneffe (Nizozemsko),
- 1946-1948 regulační plán oblasti Třebíč-Borovina,
- 1946 - generel Baťových závodů, Zlín,
- 1947 - regulační plán Zlína, (spoluautor),
- 1948 - směrný plán průmyslového sídliště Zlín-Malenovice-Otrokovice, (spoluautor),

## Spisy
- Karel Janů – Jiří Štursa – Jiří Voženílek: Architektura a společnost : Vývoj architektury za kapitalismu a úkoly socialistického architekta : Zásady a program socialistických architektů, Praha : Levá fronta, 1933
- Karel Janů – Jiří Štursa – Jiří Voženílek, Je možná vědecká syntéza v architektuře?. Magazín Družstevní práce IV, 1936-1937, s. 176–182
- Stavba měst a vesnic : urbanistická příručka, Praha : SEVT, 1957 – hlavní redaktor
- Základní poznatky z dějin stavby měst : Příspěvek k otázkám vývoje životního prostředí, Praha : Výzkumný ústav výstavby a architektury, 1975
- Vývoj urbanismu, Praha : Vydavatelství ČVUT, 1979